# Ovoid

Secțiune transversală a unui ovoid

În geometrie, ovoidul este o suprafață de clasă de continuitate⁠(fr)[traduceți] {\displaystyle C^{1}} delimitând un domeniu convex și compact din spațiul euclidian ℝ³. Numele acestei suprafețe provine de la asemănarea ei cu un ou. Corpul geometric delimitat de o astfel de suprafață se numește tot ovoid.
Ovoidul este o suprafață de rotație care are o singură axă de simetrie. Curba plană care prin rotație generează suprafața ovoidului („generatoarea”) poate fi definită prin următoarea ecuație carteziană:
{\displaystyle a\left(1+ky\right)x^{2}+by^{2}=1\,}
Valoarea parametrului k influențează rotunjirea observată la extremitățile ovoidului. 
Exemplu
Ovoidul Kepler este o suprafață de rotație în jurul axei Oz, având ecuația generatoarei:
{\displaystyle y={\sqrt {x^{3/2}-x^{2}}}}
Volumul unui ovoid poate fi calculat cu formula:
{\displaystyle V=\int _{x\min }^{x\max }\pi f^{2}(x)dx}
unde f(x) este funcția care descrie forma în plan a curbei care generează, prin rotație, ovoidul respectiv.